# Ливанская кухня

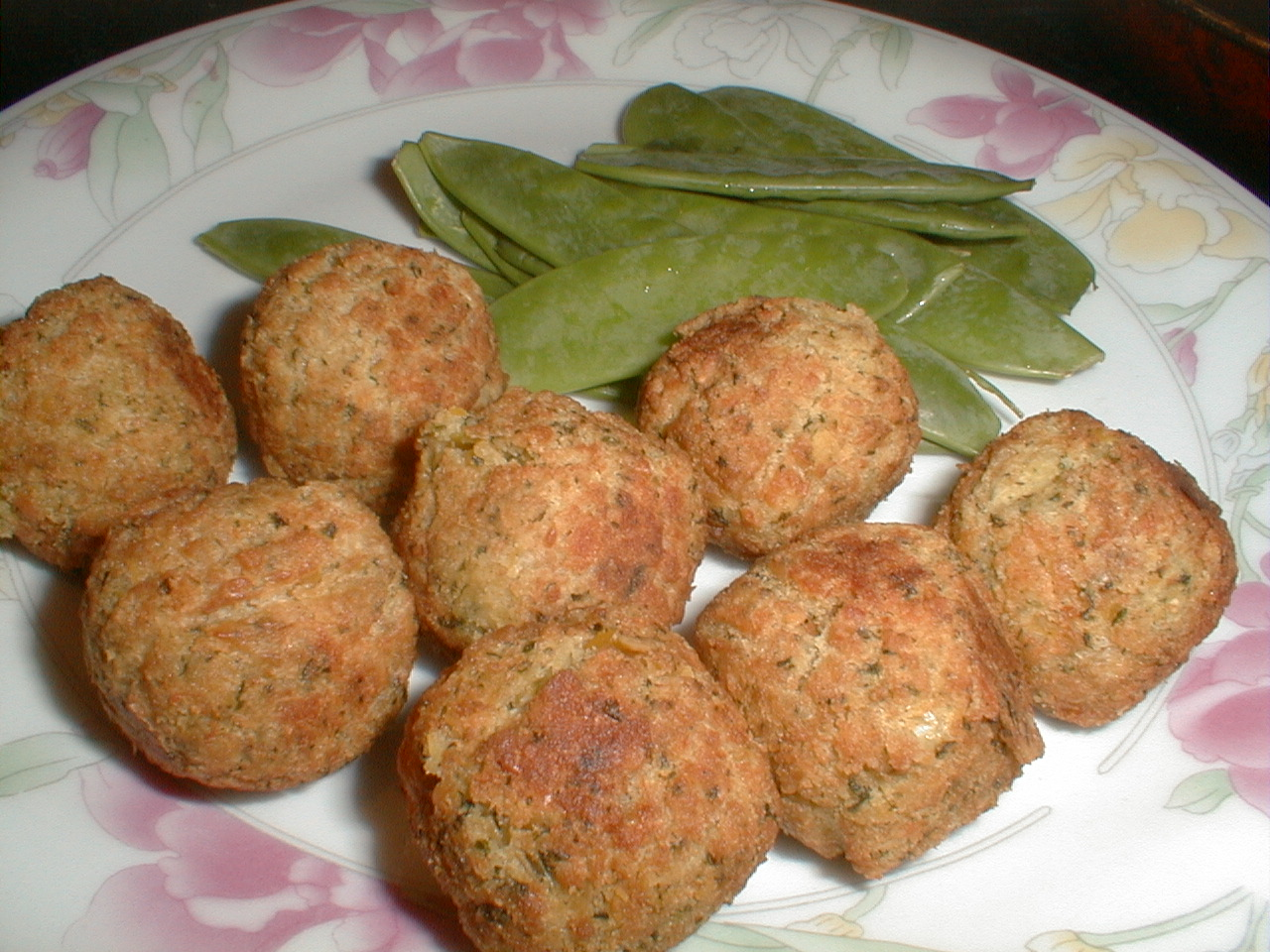
Фалафель

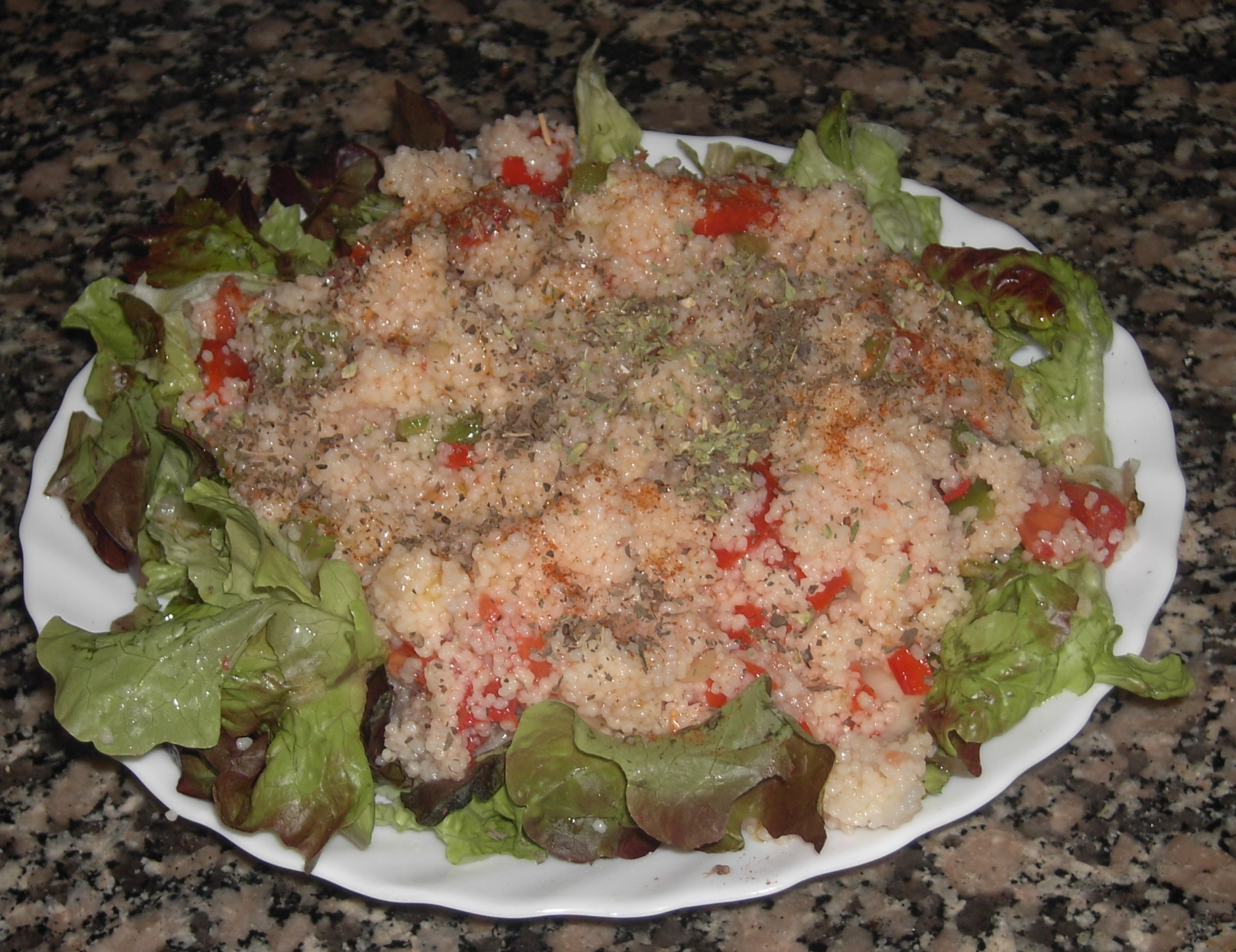
Табули

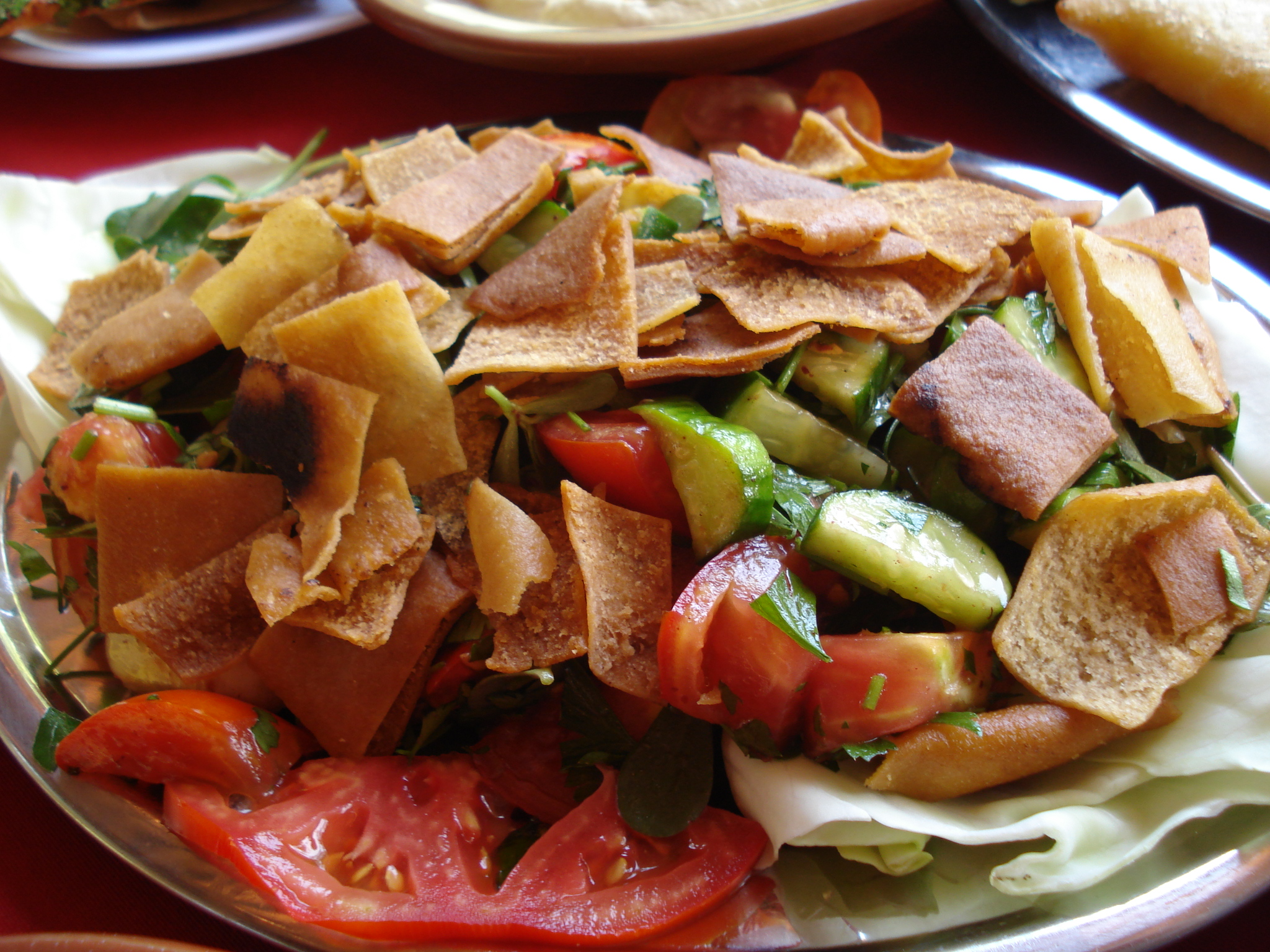
Фаттуш

Ливанская кухня, (араб. المأكولات اللبنانية‎) — национальная кухня Ливана, типичная средиземноморская кухня. Для неё характерны разнообразие вегетарианских блюд, использование приправ и таких продуктов как бобовые (боб обыкновенный, нут), свежие фрукты и овощи (баклажаны, помидоры, перцы), рыба (мясо — реже, ему предпочитается птица, а из мяса чаще используется баранина), оливковое масло, чеснок. Многие блюда готовятся на гриле, запекаются или жарятся в оливковом масле. Часто салаты и закуски заправляются лимонным соком.

## Популярные блюда
в алфавитном порядке
- Баба гануш (бабагануш, бабагануж) — пюрированные печёные баклажаны с кунжутной пастой
- Долма (начинённые виноградные листья)
- Жареная цветная капуста, жареные баклажаны
- Кеббэ (фритированные фрикадельки из фарша на основе булгура и мяса)
- Лябне (блюдо из домашнего творога/йогурта с оливковым маслом)
- Люля-кебаб (мясной фарш на шампуре)
- Меззе́ или мезе́ (закуски, состоящие из оливок, сыров, и т. п.)
- Мутаббаль (пюрированые печёные баклажаны с кунжутной пастой)
- Баклава (кондитерское изделие из слоёного теста с орехами, фисташками, финиками с пропиткой в сахарном сиропе)
- Табули (салат с булгуром, овощами, петрушкой и специями)
- Фалафель (фритированные фрикадельки из фарша на основе нута и специй)
- Фаттуш (салат из жареного лаваша и овощей)
- Фуль медамес (блюдо из бобов обыкновенных (Vicia faba), тушёных медленно и долго)
- Хумус (закуска из пюрированного нута со специями)
- Шаурма (жареное мясо с салатом в пите)

Ливан также является историческим винодельческим регионом.